# Шлем из Саттон-Ху
Шлем из Саттон-Ху — украшенный шлем, найденный в 1939 году при раскопках погребальной ладьи в Саттон-Ху. Предполагают, что шлем, погребённый приблизительно в 625 году, принадлежал королю Редвальду, причём богатый орнамент, возможно, указывает на то, что сам шлем по своим функциям был аналогом короны. Шлем стал самым культовым предметом, найденным в результате одного из самых грандиозных археологических открытий и представляет собой один из наиболее значительных артефактов англосаксонской эпохи. Его лицевая маска, декоративные надбровья, наносник и усы, образующие фигуру парящего дракона, стали символом не только тёмных веков, но символом археологии как таковой. Шлем был извлечён из земли в виде сотен фрагментов и впервые выставлен на всеобщее обозрение в форме реконструкции в 1945—1946 годах, которая в дальнейшем, в 1970—1971 годах, заменена на более современную.

## Внешние ссылки
- Фото первой реконструкции, сделанное Ларри Барроузом в 1951 году;
- Фото второй, современной реконструкции, размещённой ныне в Британском музее;
- Фото полной реконструкции от Королевской оружейной палаты;
- 3д-модель той же реконструкции.